# خوسيه لوبيز (ملاكم)
خوسيه لوبيز (بالإنجليزية: José López)‏ مواليد 29 مارس 1972 في بورتوريكو، هو ملاكم محترف بورتوريكي. حقق بطولة منظمة الملاكمة العالمية.

## إحصائيات
خاض خلال مسيرته 49 نزالا، فاز في 39 وتعادل في 2 وخسر في 8. فاز بالضربة القاضية في 32 نزالا.

## روابط خارجية
- خوسيه لوبيز على موقع بوكس ريك (الإنجليزية) (registration required)